# 남시욱
남시욱(1938년 4월 22일 ~ 2025년 4월 1일)은 대한민국의 언론인이다.

## 학력
- 경북고등학교 (졸업)
- 서울대학교 문리과대학 (정치학 / 학사)

## 경력
- 동아일보 정치부장 (1983)
- 동아일보 편집국장 (1983)
- 동아일보 논설실장 (1987 ~ 1995)
- 문화일보 사장
- 고려대학교 교수 (2000 ~ 2001)
- 성균관대학교 교수 (2001)
- 세종대학교 교수 (2002)